# Sancho de Tovar
Pour les articles homonymes, voir Tovar.
Sancho de Tovar (Castille, v. 1470 - Portugal, 1545)  (l'historien Francisco Adolfo de Varnhagen écrit aussi Toar) est un navigateur espagnol naturalisé portugais qui fit partie de l'équipage de Pedro Álvares Cabral, le navigateur  qui découvrit le Brésil.

## Biographie
Sancho de Tovar descendait d'une famille d'origine de Castille dont le premier membre fut son père  Martim Fernandes de Tovar, élément  fidèle au parti d'Alphonse V (1438-1481) et de Jeanne la Beltraneja.
Après l'accord qui termina les conflits entre les deux couronnes (1479), le noble tomba en disgrâce au Portugal et retournant en Castille fut décapité par ordre de  Fernando II de Aragon.
En Castille, pendant la crise dynastique, quelques nobles, entre eux Martins Fernandes de Tovar, avaient demandé à Alphonse V de Portugal de monter sur le trône de Castille. Le souverain du Portugal était marié avec  Jeanne la Beltraneja (la « n'importe qui », la « une telle ») qui avait des droits sur la succession au trône de Castille. Le souverain portugais accepta mais en 1469, le mariage d'Isabelle Ire de Castille et Ferdinand II d'Aragon (les Rois Catholiques) frustrèrent ses plans.
Martins Fernandes de Tovar, de son côté, insista que l'union des rois de  Portugal et de Castille était le  possible   pour la succession ce qui le rendit traître aux yeux des rois catholiques. Il fut emprisonné et condamné à mort.
Son fils, Sancho de Tovar, au nom de l'honneur, poignarda le juge responsable de l'exécution de son père. Le jeune se réfugia au Portugal, mais perdit les droits à la seigneurie de Cevico.
Manuel Ier(1495-1521), en reconnaissance de ses qualités comme marin le nomma comme sous-commandant de la flotte de Pedro Álvares Cabral, qui partit de Lisbonne en 1500. Il avait sous ses ordres les 160 hommes du bateau nommé « El Rei ».
Au Brésil, Pero Vaz de Caminha écrit qu'il s'émerveilla des Tupiniquim. Le 24 avril 1500, il emmena deux garçons indigènes pour dormir sur son bateau et leur offrit du vin qui à sa surprise fut refusé.
Quand la flotte arriva aux Indes, Sancho prit le commandement de la flotte et protégea Cabral contre les attaques. Au retour des Indes pour le Portugal, Tovar fut le responsable de l'escale à l'île de Sofala avec ses fameuses mines d'or. Son navire chargé d'épices, s'échoua, et fut incendié par ordre de Cabral.
Après son retour à Lisbonne, Tovar ne reçut plus l'attention de Manuel; les motifs politiques qui l'avaient produite avaient disparu. Le nommant pour une fonction importante dans la flotte de Cabral, le roi montre qu'il rêvait peut-être encore d'une Péninsule Ibérique unie sous le sceptre d'un de ses fils. En 1497, Manuel Ier s'était marié avec Isabelle d'Aragon, fille des Rois Catholiques. De ce  mariage était né en 1498, l'infant Miguel, petit-fils et héritier des Rois Catholiques. Mais quand l'escadre de Cabral se trouvait au Mozambique, Miguel mourut à deux ans  à Granade, mettant fin aux rêves de Manuel Ier.
Sancho de Tovar garda le titre de  capitaine  de Sofala. Il se maria au Portugal avec Guiomar da Silva, dont il eut un fils, Pedro de Tovar, père d'un autre Sancho de Tovar.

## Sources
- (pt) Cet article est partiellement ou en totalité issu de l’article de Wikipédia en portugais intitulé « Sancho de Tovar » (voir la liste des auteurs).